# Saint-Hélen
Saint-Hélen [sɛ̃telɛ̃] est une commune du département des Côtes-d'Armor, dans la région Bretagne, en France.

## Géographie
Saint-Hélen est une commune proche de la Rance, à la limite entre les Côtes-d'Armor et l'Ille-et-Vilaine.

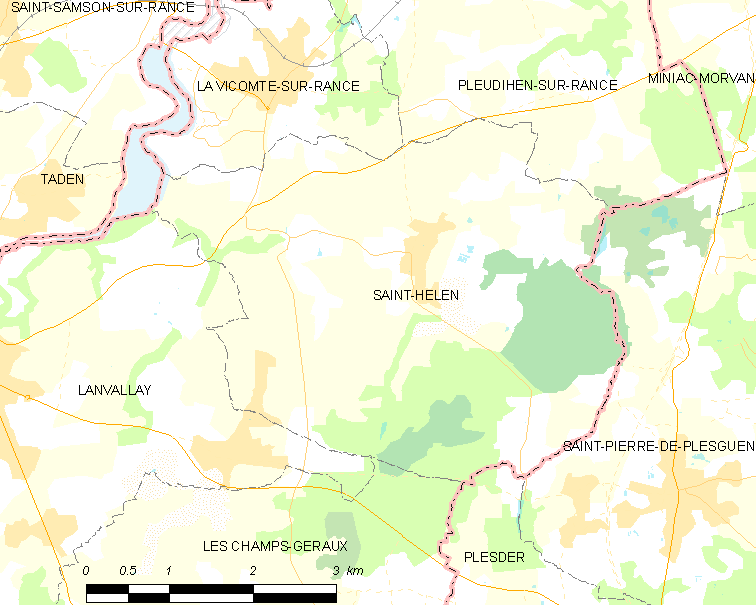
Carte de la commune.

| La Vicomté-sur-Rance |                   | Pleudihen-sur-Rance          |
| Taden                | Saint-Hélen       | Mesnil-Roc'h Ille-et-Vilaine |
| Lanvallay            | Les Champs-Géraux | Plesder Ille-et-Vilaine      |

### Hydrographie
Pour un article plus général, voir Réseau hydrographique des Côtes-d'Armor.
La commune est située dans le bassin Loire-Bretagne. Elle est drainée par le ruisseau de Coëtquen, le Pont aux Chats et le ruisseau du Gué parfond,,.
Le ruisseau de Coëtquen, d'une longueur de 17 km, prend sa source dans la commune de Plesder et se jette  dans la Rance entre Pleudihen-sur-Rance et La Ville-ès-Nonais, après avoir traversé quatre communes. 
Un plan d'eau complète le réseau hydrographique : l'étang de la Chesnaie, d'une superficie totale de 10,1 ha (0,89 ha sur la commune),.

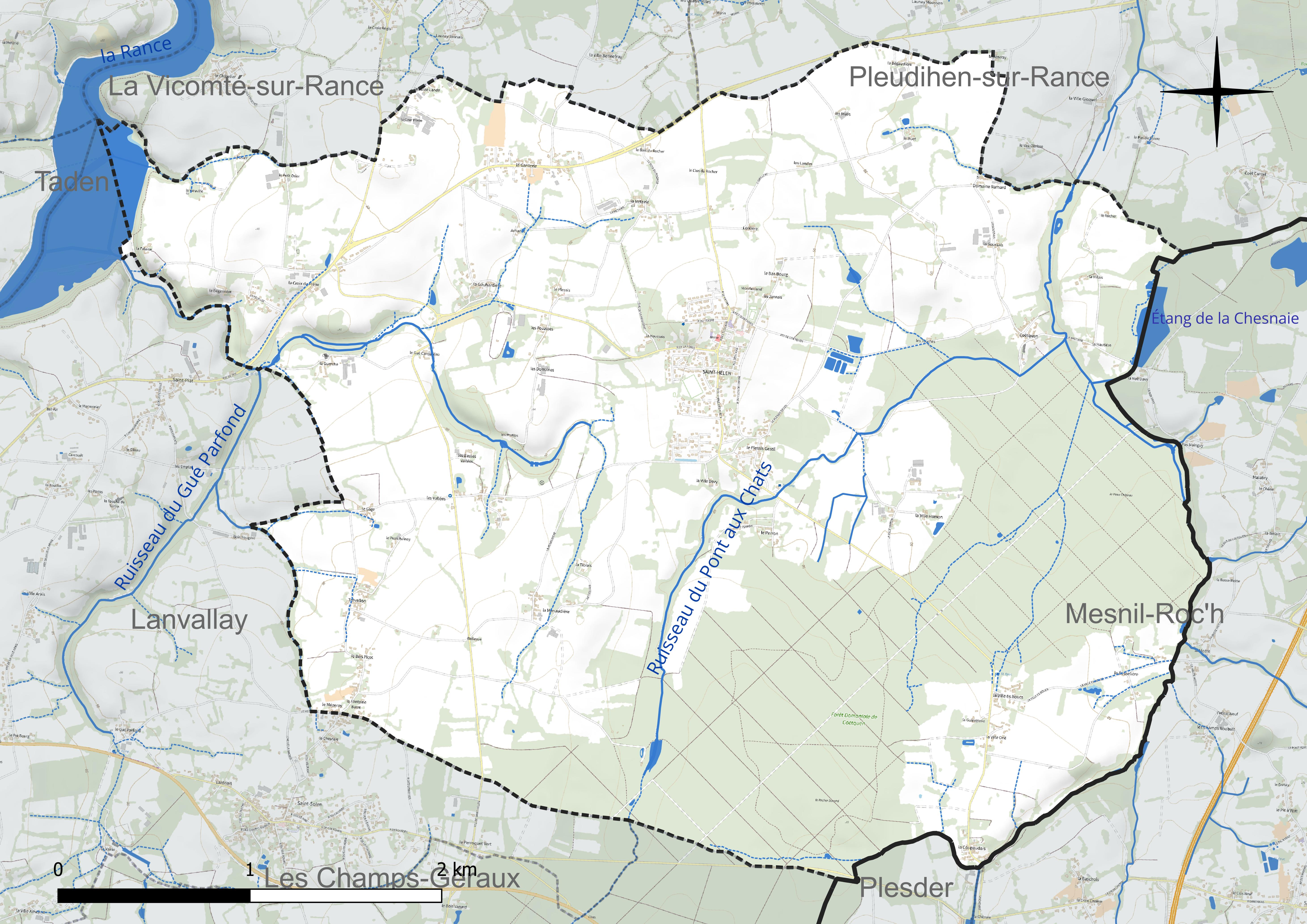
Réseau hydrographique de Saint-Hélen.

### Climat
Pour des articles plus généraux, voir Climat de la Bretagne et Climat des Côtes-d'Armor.
En 2010, le climat de la commune est de type climat océanique franc, selon une étude du Centre national de la recherche scientifique s'appuyant sur une série de données couvrant la période 1971-2000. En 2020, Météo-France publie une typologie des climats de la France métropolitaine dans laquelle la commune est exposée à un climat océanique et est dans la région climatique Bretagne orientale et méridionale, Pays nantais, Vendée, caractérisée par une faible pluviométrie en été et une bonne insolation. Parallèlement l'observatoire de l'environnement en Bretagne publie en 2020 un zonage climatique de la région Bretagne, s'appuyant sur des données de Météo-France de 2009. La commune est, selon ce zonage, dans la zone « Intérieur », exposée à un climat médian, à dominante océanique.
Pour la période 1971-2000, la température annuelle moyenne est de 11,4 °C, avec une amplitude thermique annuelle de 12 °C. Le cumul annuel moyen de précipitations est de 734 mm, avec 12,4 jours de précipitations en janvier et 6,4 jours en juillet. Pour la période 1991-2020, la température moyenne annuelle observée sur la station météorologique la plus proche, située sur la commune du Quiou à 14 km à vol d'oiseau, est de 11,6 °C et le cumul annuel moyen de précipitations est de 757,4 mm,. Pour l'avenir, les paramètres climatiques de la commune estimés pour 2050 selon différents scénarios d'émission de gaz à effet de serre sont consultables sur un site dédié publié par Météo-France en novembre 2022.

## Urbanisme

### Typologie
Au 1er janvier 2024, Saint-Hélen est catégorisée bourg rural, selon la nouvelle grille communale de densité à 7 niveaux définie par l'Insee en 2022.
Elle est située hors unité urbaine. Par ailleurs la commune fait partie de l'aire d'attraction de Dinan, dont elle est une commune de la couronne,. Cette aire, qui regroupe 25 communes, est catégorisée dans les aires de moins de 50 000 habitants,.

### Occupation des sols
L'occupation des sols de la commune, telle qu'elle ressort de la base de données européenne d’occupation biophysique des sols Corine Land Cover (CLC), est marquée par l'importance des territoires agricoles (69,1 % en 2018), en diminution par rapport à 1990 (70,1 %). La répartition détaillée en 2018 est la suivante : 
terres arables (46,9 %), forêts (25,1 %), prairies (11,3 %), zones agricoles hétérogènes (11 %), zones urbanisées (3,3 %), milieux à végétation arbustive et/ou herbacée (2 %), eaux continentales (0,5 %). L'évolution de l’occupation des sols de la commune et de ses infrastructures peut être observée sur les différentes représentations cartographiques du territoire : la carte de Cassini (XVIIIe siècle), la carte d'état-major (1820-1866) et les cartes ou photos aériennes de l'IGN pour la période actuelle (1950 à aujourd'hui).

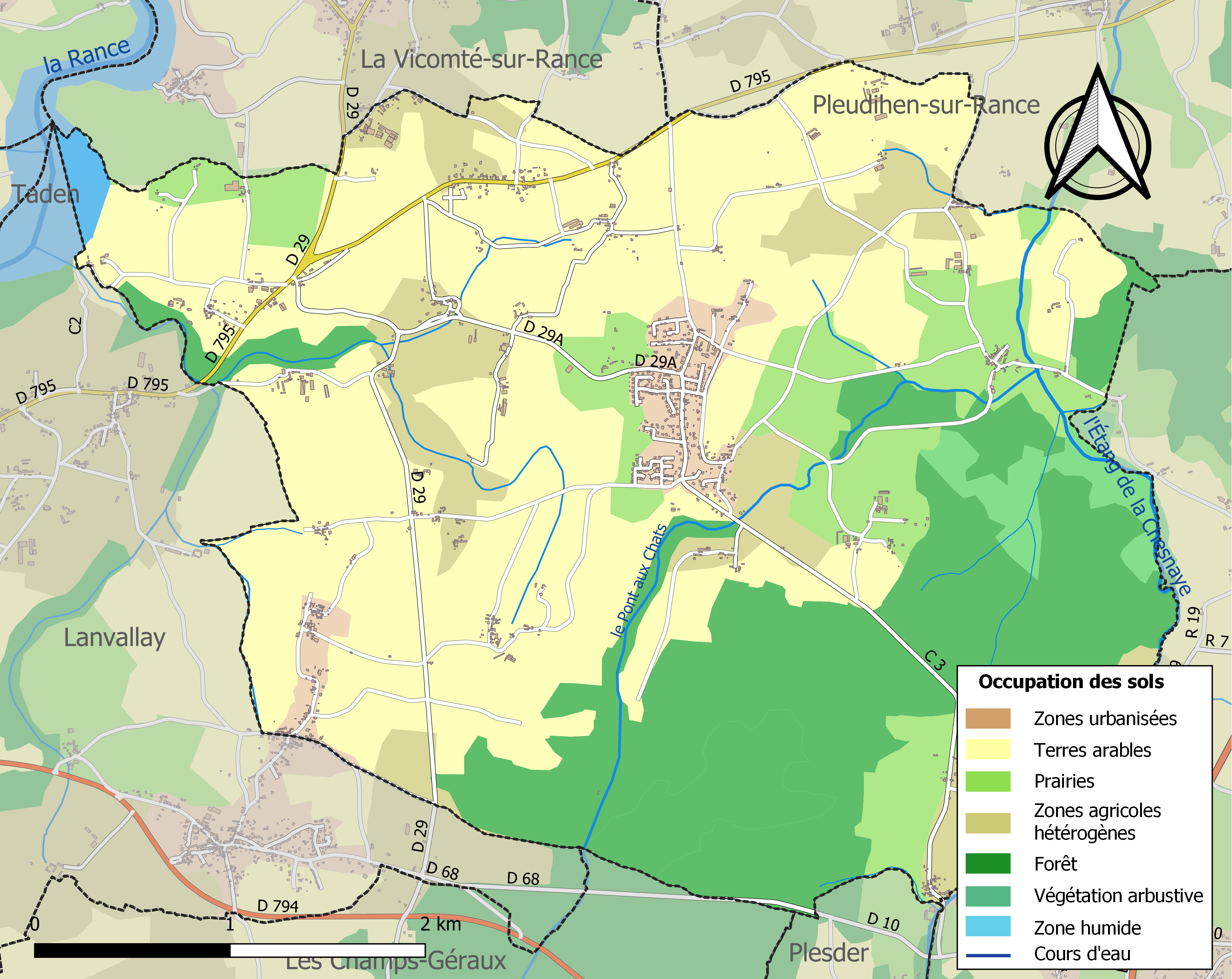
Carte des infrastructures et de l'occupation des sols de la commune en 2018 (CLC).

## Toponymie
Le nom de la localité est attesté sous les formes Parochia Sancti Eleni en 1267, Ecclesia de Sancto Eleno en 1363, Sanct Thélin en 1371, Saint Elenus fin du XIVe siècle.
Saint-Hélen vient de Ellen, abbé de Lancarvan, au VIe siècle (venu d'Irlande avec saint Samson).

## Histoire

### Moyen Âge
La paroisse de Saint-Hélen faisait partie du doyenné de Dol, qui relevait de l'évêché de Dol, et était connue sous le vocable de saint Hélen.
L'Abbaye Notre-Dame du Tronchet avait le droit de dîmes dans la paroisse.

### XXe siècle

#### Guerres du XXe siècle
Le monument aux Morts porte les noms des 62 soldats morts pour la Patrie :
- 50 sont morts durant la Première Guerre mondiale.
- 9 sont morts durant la Seconde Guerre mondiale.
- 1 est mort durant la Guerre d'Algérie.
- 2 sont morts durant la Guerre d'Indochine.

#### Après-guerre
L'église néogothique fut ravagée par un incendie le 6 janvier 1941.

## Héraldique
| Blason de Saint-Hélen | Blason  | Écartelé: au premier d'azur au lion passant d'argent surmonté de deux fleurs de lys du même, au deuxième d'argent à la fleur de lys florencée de sable, au troisième d'hermine plain, au quatrième d'azur aux trois croissants d'argent ; sur le tout de gueules au château donjonné d'argent, les trois tours couvertes et girouettées du même. |
| Blason de Saint-Hélen | Détails | Le statut officiel du blason reste à déterminer. |

## Politique et administration
| Période                                  | Période     | Identité               | Étiquette | Qualité                           |
| ---------------------------------------- | ----------- | ---------------------- | --------- | --------------------------------- |
| 1995                                     | 2001        | Pierre Roger           |           | Artisan                           |
| mars 2001                                | 2014        | Gérard Boison          | DVG       | Retraité                          |
| mars 2014                                | 23 mai 2020 | Pascal Perrin          | DVG       | Retraité de l'enseignement        |
| 23 mai 2020                              | En cours    | Marie-Christine Pinard |           | Retraitée de la fonction publique |
| Les données manquantes sont à compléter. |             |                        |           |                                   |

## Démographie
L'évolution du nombre d'habitants est connue à travers les recensements de la population effectués dans la commune depuis 1793. Pour les communes de moins de 10 000 habitants, une enquête de recensement portant sur toute la population est réalisée tous les cinq ans, les populations de référence des années intermédiaires étant quant à elles estimées par interpolation ou extrapolation. Pour la commune, le premier recensement exhaustif entrant dans le cadre du nouveau dispositif a été réalisé en 2005.

En 2022, la commune comptait 1 535 habitants, en évolution de +4,92 % par rapport à 2016 (Côtes-d'Armor : +1,78 %, France hors Mayotte : +2,11 %).
| 1793  | 1800  | 1806  | 1821  | 1831  | 1836  | 1841  | 1846  | 1851  |
| ----- | ----- | ----- | ----- | ----- | ----- | ----- | ----- | ----- |
| 1 248 | 1 364 | 1 400 | 1 511 | 1 445 | 1 459 | 1 498 | 1 556 | 1 493 |

| 1856  | 1861  | 1866  | 1872  | 1876  | 1881  | 1886  | 1891  | 1896  |
| ----- | ----- | ----- | ----- | ----- | ----- | ----- | ----- | ----- |
| 1 563 | 1 535 | 1 513 | 1 543 | 1 539 | 1 529 | 1 468 | 1 402 | 1 515 |

| 1901  | 1906  | 1911  | 1921  | 1926  | 1931  | 1936  | 1946  | 1954  |
| ----- | ----- | ----- | ----- | ----- | ----- | ----- | ----- | ----- |
| 1 542 | 1 522 | 1 387 | 1 266 | 1 187 | 1 248 | 1 162 | 1 145 | 1 003 |

| 1962  | 1968 | 1975 | 1982 | 1990 | 1999  | 2005  | 2006  | 2010  |
| ----- | ---- | ---- | ---- | ---- | ----- | ----- | ----- | ----- |
| 1 002 | 971  | 973  | 936  | 974  | 1 031 | 1 174 | 1 191 | 1 234 |

| 2015  | 2020  | 2022  | - | - | - | - | - | - |
| ----- | ----- | ----- | - | - | - | - | - | - |
| 1 439 | 1 528 | 1 535 | - | - | - | - | - | - |

## Lieux et monuments

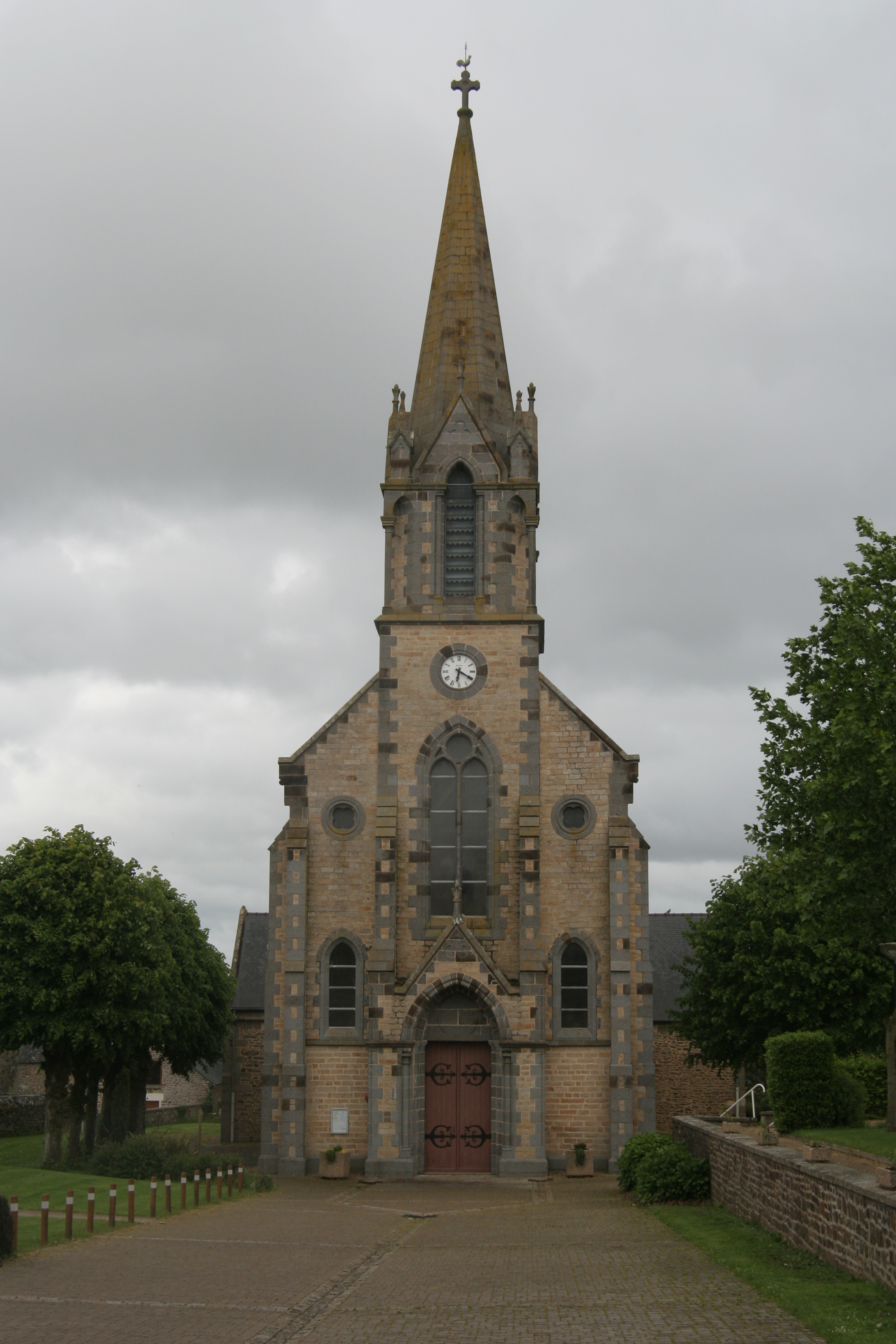
L'église Saint-Hélen.

- Château de Coëtquen, XVe siècle, en ruines ; servit de cadre au roman "Patira" (1875, toujours réédité) de Raoul de Navery, pseudonyme d'Eugénie Saffray (1829-1885), née à Ploërmel.

En forêt de Coëtquen :
- Motte féodale,
- Chêne des Forts, vieux de 400 ans,
- Allée couverte du Bois du Rocher.
- Église Saint-Hélen.

## Personnalités liées à la commune
- Olivier de Coëtquen qui, en 1221, donne et lègue ses dîmes de Saint-Pierre-de-Plesguen à l'Abbaye Notre-Dame du Tronchet[26]
- Michel Renouard, écrivain et universitaire, né à Dinan en 1942, vécut une partie de son enfance (1949-1957) dans le presbytère de son oncle Raymond Leforestier (1911-1957), recteur de Saint-Hélen, et y écrivit son premier roman.